# Co-op Live
Die Co-op Live  ist eine Mehrzweckhalle in der englischen Stadt Manchester, Vereinigtes Königreich. Sie ist mit maximal 23.500 Plätzen die größte Veranstaltungshalle im Vereinigten Königreich. Die Halle entstand auf dem Etihad Campus, zu dem das Etihad Stadium, Spielstätte des Fußballvereins Manchester City, die City Football Academy (CFA) und der Hauptsitz von Manchester City zählen. Der Bau sollte bei Baubeginn 365 Mio. £ (rund 424,6 Euro) kosten und soll Anfang Mai 2024 eingeweiht werden. Es sind jährlich 120 Veranstaltungen, davon 100 Konzerte und andere Musikveranstaltungen, im Co-op Live geplant. Neben den Konzerten werden z. B. Sportveranstaltungen (bspw. Basketball, Netball, Tennis, E-Sport oder Turnen), Familienshows, Stand-up-Comedy und ähnliches stattfinden. Sie bietet 20.000 Sitzplätze. Bei einer gemischten Ausstattung mit Sitz- und Stehplätzen sind es bis zu 23.500 Plätze. An Spieltagen von Manchester City wird es keine Veranstaltungen in der Halle geben. Es stehen 32 Bars, Restaurants und Clubs zur Verfügung. Sie soll eine Wiederbelebung des Gebiets East Manchester anstoßen. Der britische Sänger und Schauspieler Harry Styles ist an der Arena mitbeteiligt.

## Geschichte
Das Projekt der Oak View Group (OVG), zusammen mit der City Football Group (CFG), Co-op und Harry Styles, wird privat finanziert. Das Ziel ist, eine der weltweit führenden Veranstaltungsstätten für Musikveranstaltungen zu werden und mit dem Madison Square Garden in New York, dem Kia Forum in Inglewood, der Lanxess Arena in Köln und der O2 Arena in London zu konkurrieren. Der Entwurf stammte von den Architekten von Populous. Den Bau übernahm die Royal BAM Group. Im September des Jahres genehmigte der Stadtrat von Manchester den Bau. Die endgültige Genehmigung durch die nationalen Planungsbehörden standen aber noch aus. Für den Bau sind drei Jahre vorgesehen, sodass die Veranstaltungsarena Ende 2023 fertiggestellt werden sollte. Sie wäre die größte Mehrzweckarena Großbritanniens. Sie würde die nur rund 3,5 km entfernte AO Arena im Norden von Manchester als größte Arena ablösen. Die Betreiber der AO Arena haben, angesichts der Pläne, im März 2020 den Ausbau und die Modernisierung der 1995 eröffneten Halle auf 24.000 Plätze angekündigt. Ende September 2020 wurde bekannt gegeben, dass The Co-operative Group, die hauptsächlich im Einzelhandel tätig ist, für mindestens 15 Jahre Namenssponsor des Baus wird. Über den finanziellen Umfang der Vereinbarung wurden keine Angaben gemacht, aber rund eine Mio. £ werden pro Jahr durch die Stiftung Co-op Foundation an gute Zwecke im Vereinigten Königreich verteilt. Damit soll neben Nahrungsmittelarmut auch eine Initiative zur Vermeidung von Lebensmittelabfällen unterstützt werden.
Ende Februar 2020 wurden Pläne und erste Bilder der zukünftigen Arena veröffentlicht. Der Entwurf zeigt einen quadratischen Bau, der aus mehreren, verschobenen Ebenen zu bestehen scheint. Er wird mit hochglänzenden, schwarzen Metallpaneelen verkleidet und mit LEDs beleuchtet. Ende November 2020 begannen offiziell die vorbereitenden Arbeiten auf dem Gelände der geplanten Veranstaltungsarena.
Am 29. Februar 2024 wurde bekannt, dass die MTV Europe Music Awards 2024 am 10. November in der Co-op Live stattfinden werden.
Die erste Veranstaltung war für den 23. April 2024 mit einem Auftritt des britischen Komikers Peter Kay geplant. Aufgrund von Problemen mit der Stromversorgung des Veranstaltungsortes mussten die beiden Auftritte zunächst auf den 29. und 30. April verlegt werden. Das erste offizielle Konzert sollte am 27. April das US-amerikanische Bluesrock-Duo The Black Keys geben. Ende April 2024 mussten die Veranstaltungen neu terminiert werden. The Black Keys sind am 15. Mai und Peter Kay am 23. und 24. Mai angesetzt. Die Konzerte von A Boogie wit da Hoodie am 1. Mai und Olivia Rodrigo am 3. und 4. Mai sollten wie geplant stattfinden. Die geplante Konzertreihe von Take That wurde in die rivalisierende AO Arena verlegt.
Nach einer Reihe von Problemen und Verzögerungen trat Gary Roden, Geschäftsführer und General Manager des Co-op Live, zurück. Nach einer abschließenden Inspektion wurde am 14. Mai 2024 die Co-op Live, nachdem zuvor auch ein weiterer Eröffnungstermin am 1. Mai nicht gehalten werden konnte, eröffnet. Zur Eröffnung trat die örtliche Rockband Elbow aus Bury vor 12.000 Zuschauern auf. Tim Leiweke, Vorsitzender und CEO der OVG, gab die Baukosten mit 450 Mio. £ (rund 523,5 Mio. Euro) an.
Die erste Sportveranstaltung war am 27. Juli 2024 vor 17.907 Besuchern die UFC 304 der Ultimate Fighting Championship (Mixed Martial Arts).

## Galerie

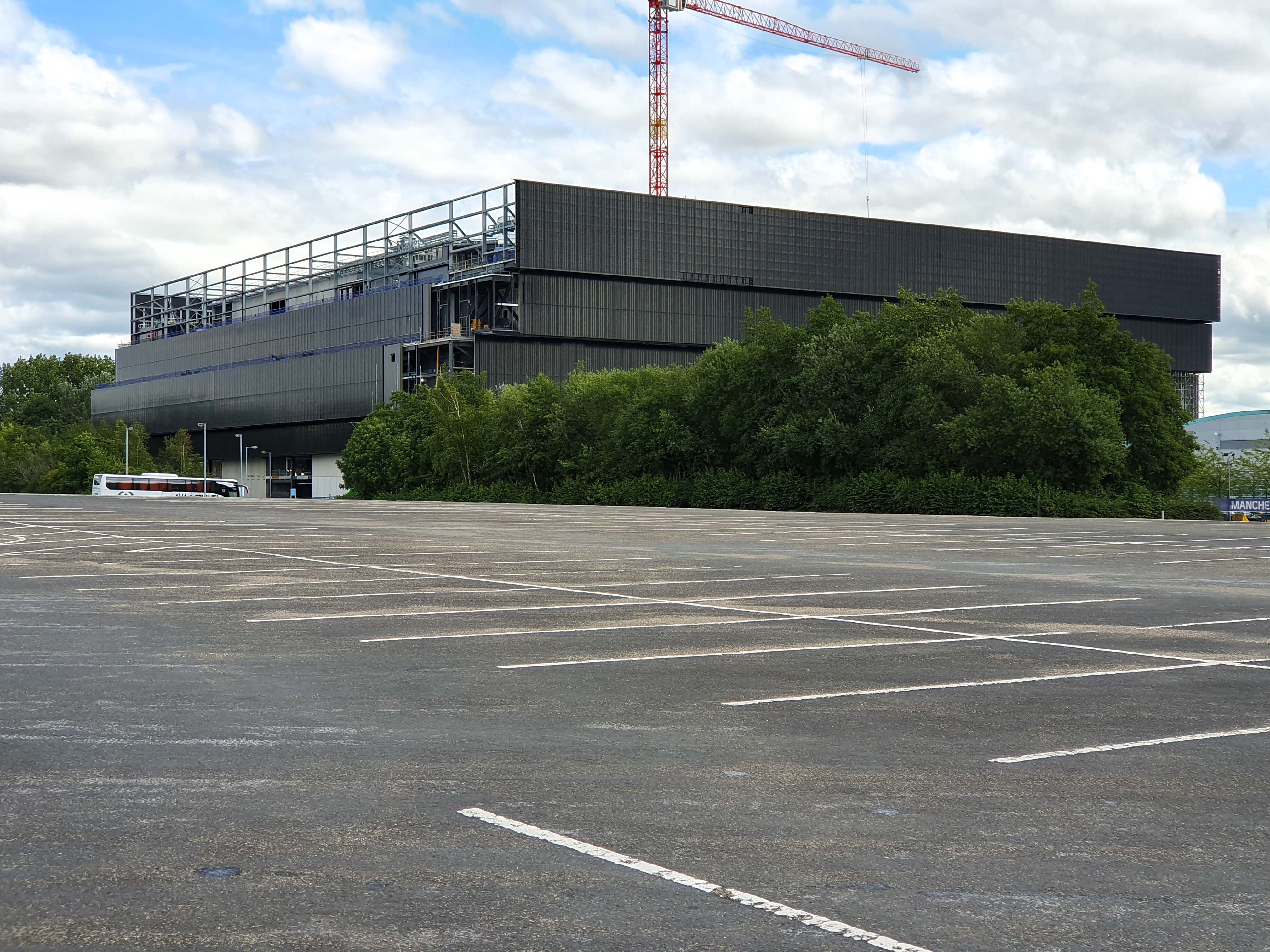
Blick auf die Baustelle (August 2023)